# Vredefeesten
De Vredefeesten is een evenement voor luchtballons en een stadsfestival in de Oost-Vlaamse stad Sint-Niklaas. Het wordt georganiseerd ter nagedachtenis van de bevrijding begin september 1944 op het einde van de Tweede Wereldoorlog. Wat ooit als kleinschalige Bevrijdingsfeesten is ontstaan, is uitgegroeid tot een van de vijf belangrijkste ballonhappenings ter wereld.
Het bijzondere aan deze ballonmeeting is dat de ballonnen opstijgen in het centrum van de stad (de Grote Markt), waar andere ballonmeetings meestal op open vlakten buiten de agglomeraties vertrekken. Dit is een uniek gegeven in de ballonwereld.

## Geschiedenis

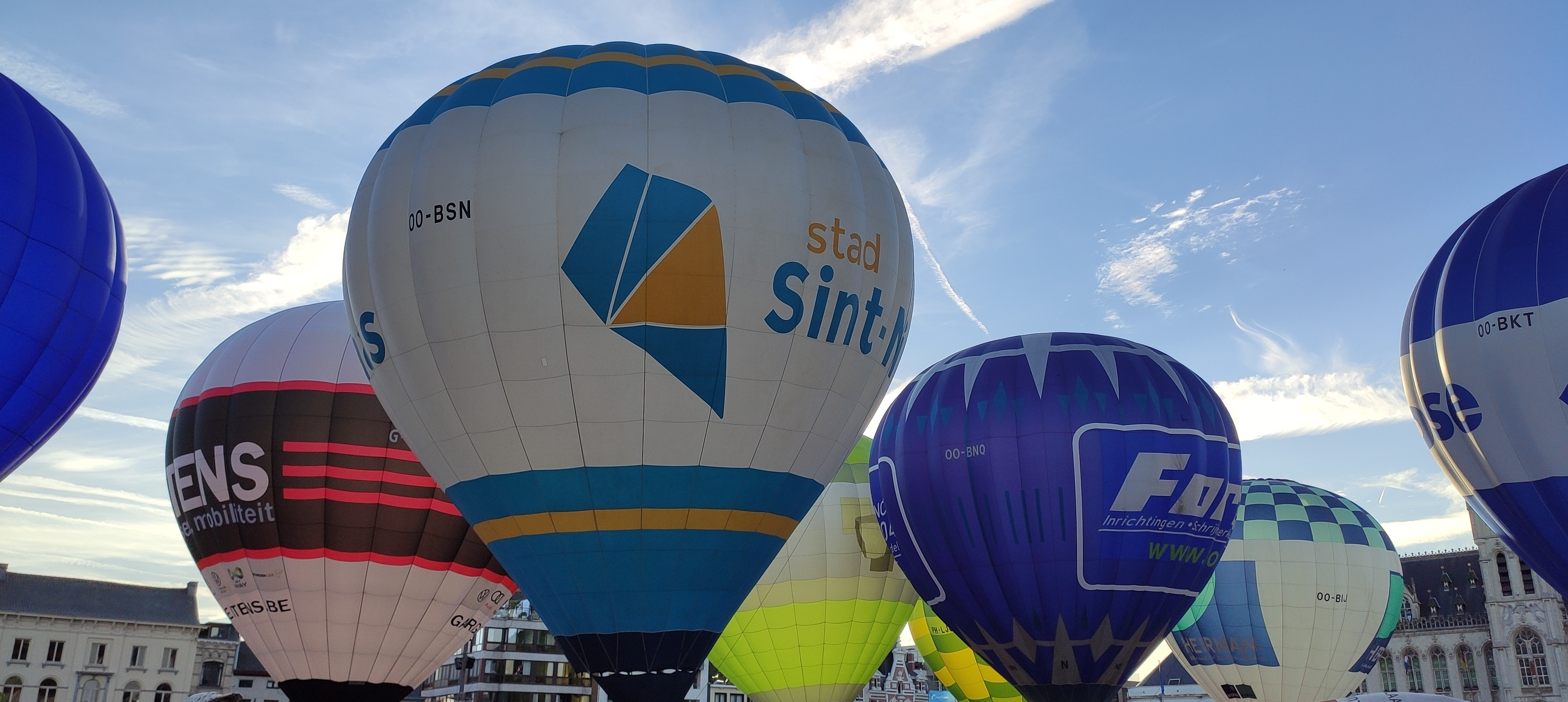
Verschillende luchtballonnen op de Grote Markt, met op de voorgrond de stadsballon van Sint-Niklaas

### Bevrijdingsfeesten
In 1948 werden voor het eerst "Bevrijdingsfeesten" georganiseerd, als herdenking voor de bevrijding van Sint-Niklaas door de geallieerden. Het initiatief lag bij de voormalige burgemeester Romain De Vidts en de zakenman André Sax; dankzij hun initiatief werd een wedstrijd voor gasballons uitgeschreven. Al in 1949 kreeg deze manifestatie internationale bekendheid. 

### Vredefeesten en uitbreiding
In 1973 werd de naam van het evenement veranderd in Vredefeesten. Naast de gasballons kwamen er later de heteluchtballons (1970), special-shapes (1981) en in de miniatuurballonnen (2005) bij. De stad nodigt verschillende ballonvaarders uit, die met hun ballon de lucht kunnen verkennen. Verschillende delegaties van bedrijven of landen en steden vinden zo hun weg naar de Grote Markt, waar de ballonnen opstijgen. De stad heeft net zoals de zustersteden, de gemeenschappen en de gewesten haar eigen ballon.
Daarnaast zijn de Vredefeesten tegenwoordig uitgegroeid tot een vredefestival, met een wereldmarkt (sinds 1996), braderijen en optredens van muziekgroepen (sinds 2005 Villa Pace genoemd).

### Recente geschiedenis

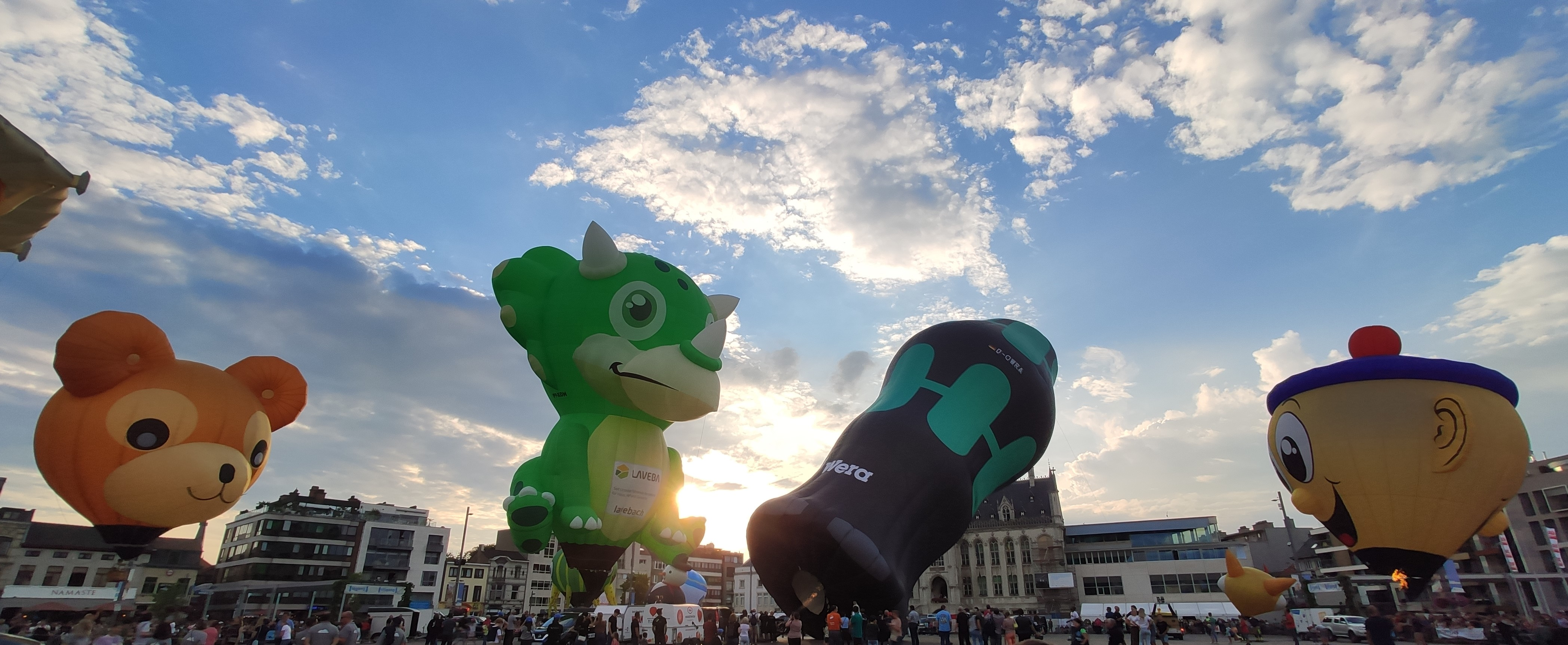
Special-shapes en miniatuurballonnen tijdens de editie van 2022

De editie van 2020 werd afgeschaft door de coronapandemie. In plaats hiervan werd er gekozen om de luchtballonnen toch te laten opstijgen op verschillende velden en pleinen in Sint-Niklaas, als dank voor hun harde werk waren de passagiers enkel personen uit de zorg. Het jaar erna gingen de Vredefeesten afgeslankt door, met het opstijgen van luchtballonnen vanuit een geheime locatie. In 2022 vinden er weer Vredefeesten plaats in "normale" omstandigheden. Dat jaar vindt er een wedstrijd plaats, de Vredefeesten Balloon Trophy, om nog meer ballonvaarders te kunnen betrekken. Gasballons blijven in 2022 achterwege vanwege de hoge gasprijzen.

## Programma
De feesten zijn gespreid over één weekend, van vrijdagavond tot en met zondagavond. Dit is het eerste weekend van september, de periode waarin Sint-Niklaas bevrijd is geweest in 1944. De toegang is volledig gratis.
Gedurende het hele weekend is er animatie, een kermis, een braderij en een wereldmarkt. Concerten zijn er op (anno 2022) vijf podia: de Grote Markt, het Hendrik Heymanplein, het Castrohof, het Romain De Vidtspark en de tuinen van de Salons voor Schone Kunsten.

### Vrijdag
Het evenement begint vrijdagavond met het opstijgen van ballons. Daarna is er ook nog een night glow, waarbij in het donker alle luchtballonnen ontstoken worden zodat zij oplichten. 

### Zaterdag
Op zaterdag stijgen er ook ballons op maar dan twee keer per dag, een keer 's morgens en een keer 's avonds. De dag wordt afgesloten met een (muzikaal) vuurwerk voor het stadhuis van Sint-Niklaas.

### Zondag

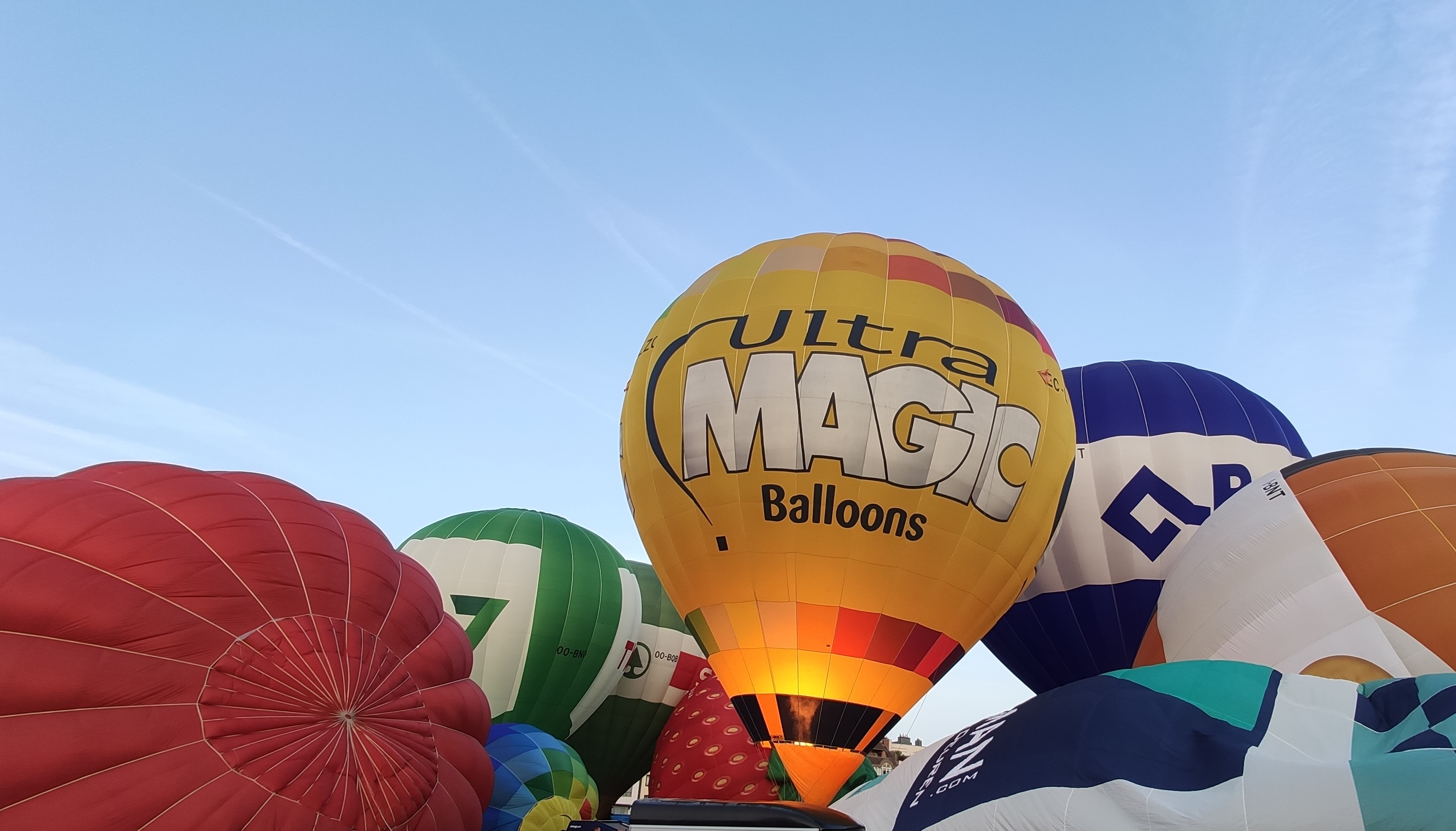
Luchtballons op de Vredefeesten 2022

Op zondag stijgen er net als de dag ervoor twee keer ballons op, 's morgens en 's avonds.
's Morgens is er een misviering in de Sint-Nicolaaskerk ter herdenking van de gevallen oorlogsslachtoffers van de Tweede Wereldoorlog. Aansluitend is er een optocht naar en bloemenhulde bij verschillende oorlogsmonumenten in de stad en deelgemeenten. Deze zijn het Heldenmonument op de Houtbriel, het Brits monument aan de Parklaan, het monument van de brigade Piron op het Hendrik Heymanplein, het monument voor de gevallen weerstanders in Belsele en het Pools monument op het Onze-Lieve-Vrouweplein.
Op zondag wordt er ook een ballonloop door het centrum van de stad georganiseerd. Deze bestaat uit drie loopwedstrijden: één kilometer (voor kinderen), vijf kilometer en tien kilometer.

## Vredesprijs
Sinds 2021 wordt de Vredesprijs uitgereikt. Deze wordt gegeven aan een organisatie, een vereniging of een persoon "met een uitgesproken band" met Sint-Niklaas die zich heeft ingezet voor solidariteit, verdraagzaamheid, respect, non-discriminatie of geweldloosheid.

### Laureaten
- 2021: Nelly Maes, als medeoprichter en voormalig voorzitter van het Vlaams Vredesinstituut[5]
- 2022: Philip De Klerck, als oprichter van 11.11.11 in Sint-Niklaas, de Actie- en Adviesraad Solidariteit en de vzw Dwagulu Dekkente, en bestuurslid van de ngo Solidagro[10]
- 2023: Jozef Hertsens, als oprichter van Vluchtelingen Ondersteuning Sint-Niklaas (VLOS)[11]

## Varia
- In 2022 zijn er in het kader van de Vredefeesten Stolpersteine geplaatst voor zes slachtoffers van de Tweede Wereldoorlog. Deze bevinden zich op vier adressen, één in elke deelgemeente.[12]